# Birinci Mahmudlu
Birinci Mahmudlu è un comune dell'Azerbaigian situato nel distretto di Füzuli. Conta una popolazione di 1 091 abitanti.